# Tinagma signatum
Tinagma signatum is een vlinder uit de familie lepelmotten (Douglasiidae). De wetenschappelijke naam is voor het eerst geldig gepubliceerd in 1991 door Gaedike.
De soort komt voor in Europa.